# Đuro Jelačić
Đuro Jelačić ( Zagreb, 25. svibnja 1805. – 1901. ), jedan od najvećih hrvatskih vojskovođa 19. stoljeća, mlađi brat hrvatskoga bana Josipa Jelačića.

## Mladost
Đuro grof Jelačić rođen je 25.svibnja 1805. kao sin podmaršala Franje Jelačića i Ane, rođene barunice Portner, unuke ličkog generala Martina Kneževića. U petoj godini Đuro je ostao bez oca. Majka ga je postlala u Bečku vojnu školu Terezianum.

## Vojne godine
1. rujna 1824. godine stupio je kao kadet u carsku vojsku, i to u pješačku pukovniju baruna Lattermana br.7. Četiri godine kasnije, 1. veljače 1829. postao je poručnikom, jer je još 1827. godine bio premješten u 4. dragunsku pukovniju vojvode toskanskog. 1. listopada 1831. postao je natporučnikom u 6.krajiško-pješačkoj pukovniji varaždinsko-đurđevačkoj, a u ožujku 1833. kapetanom 2. razreda u križevačkoj krajiško-pješačkoj pukovniji, u kojoj je 1. svibnja postao kapetanom 1. razreda. Kao takav sudjelovao je pod nadvojvodom Fridrikom u ratnoj ekspediciji protiv Sirije (1839/40.). Izvanrednim putem promaknut je u čin majora u 2. banskoj pukovniji u Petrinji, služio je tu i nakon promaknuća u čin potpukovnika 4. listopada 1844. sve do srpnja 1848 kada je, imenovan pukovnikom zamijenio svoga brata bana Josipa Jelačića kod 1. banske pukovnije u Glini.

## Talijanski rat
Sa svojom pukovnijom proslavio se Đuro Jelačić u talijanskom ratu (1848. i 1849.), osobito kod opsade Peschiere, gdje je do dolaska generala Alemanna zapovijedao lijevom krilu opsadnih četa i na čelu svoje pukovnije ušao u grad, koji se predao. Iz Peschiere je pohrlio pred Bresciju gdje je sudjelovao kod juriša na grad i nakon smrti generala grofa Karla Nugenta i pukovnika grofa Favancourta preuzeo zapovjedništvo nad četama, koje su jurišale na grad te ga zauzele. Za taj juriš i za hrabro vladanje u bitki kod Novare, te za odvažnost kod opsade Mletaka (posebno utvrde Malghere) dobio je barun Jelačić 11. lipnja 1849. vojnički križ za zasluge s ratnim uresom i postao 20. svibnja izvanredno general-major.
Uz to odlikovao ga je vojvoda od Parme komanderskim križem reda sv. Konstantina i Đure. 8. rujna podjelio mu je car dostojanstvo komornika.

## Krimski rat
Za vrijeme Krimskog rata bio je general Jelačić od 1854. do 1855. sa svojom brigadom u posadi podunavskih kneževina sa sjedištem u Bukureštu. Zapovjednik onog posadnog zbora podmaršal grof Coronini (kasniji Hrvatski ban), pohvalio je okretnost i vještinu svog brigadira baruna Jelačića. 14. sječnja 1856. postao je podmaršalom i divizionarom u Krakovu, od kuda je kasnije otišao u Beč.

## 2. talijanski rat
Kad je 1859. godine između Austrije i Italije opet buknuo rat, Jelačić je sa svojom divizijom poslan u Italiju, gdje se u 2. zboru borio u okršaju kod Palestra i u bitki kod Magente. Iza rata bio je podmaršal Jelačić, koji je nakon smrti svoga brata bana Josipa Jelačića imenovan grofom, neko vrijeme bio divizionar najprije u Padovi a kasnije u Mlecima.
Kad je godine 1860., ustrojeno 20 novih pukovnija, postao je podmaršal Jelačić vlasnikom pukovnije broj 69.

## Prestanak djelovanja
Važni Hrvatski sabor iz 1861. godine donio je grofu Jelačiću i znamenitu odliku i nenadani kraj vojne karijere. Ban Šokčević imenovao je kao vrhovni kapetan trojedine kraljevine po starom pravu banskom podmaršala Jelačića podkapetanom kraljevine, a sabor ga je pozvao da dođe položiti zakletvu.
10. kolovoza 1861. došao je grof Jelačić u sabor gdje je bio burno pozdravljen, zatim je izrekao zahvalni govor koji je na završetku sabora bio u cijelosti uvršten u saborski zapisnik. Sabor je tada raspravljao o budućem odnosu Hrvatske prema Ugarskoj i Austriji to o narodnom pitanju, pa je to dalo povoda novom podkapetanu da izgovori ove riječi:
"S ponosom i ushićenim srcem čitao sam o udaljenoj Veneciji mnoge i mnoge govore, držane u ovoj sabornici, a divio sam se videći kolikim se oduševljenjem pretežna množina skupila pod zastavom narodnosti, pod kojom si samo možemo osvojiti sjajnu budućnost. Ova ideja obuzela me je tako, da sam već više puta pred pojedinim očitovao, a usuđujem se i danas očitovati u ovoj visokoj kući, da bih ja volio vidjeti narod naš pod turskim jarmom skučen, nego pod isključivim uplivom drugih naših uobraženih susjeda, i u to samo zato, uvjeren budući da našoj narodnosti od Turaka pogibelj ne prijet; Turci možda jesu zadovoljni s imutkom i katkad tijelom ugnjetanih naroda, dok izobraženi narodi od onih, kojima vladaju, osim imutka i tijela ištu još i dušu, to jest narodnost. Primjera ima dosta na slavenskom jugu, kako mi svi žalibože znamo. Ali čuvstvo narodnosti od Boga je usađeno u srcima naroda, a što od Boga dođe, sveto je, a sveto ne može rađati nego sveto i spasonosno. Osvjedočen sam za to, da će ovo čuvstvo spasiti narod naš."
Iza ovog govora položio je zakletvu novi podkapetan zakletvu u ruke biskupa Kralja. Šest dana iza toga oglasio se vojno-naredbeni list da se podmaršal grog Đuro Jelačić ima preuzeti 1. rujna u normalno stanje mira.
U saborskoj sjednici 24. kolovoza priopćio je barun Kušlan da je podkapetan grof Jelačić radi svoga govora prigodom polaganja zakletve umirovljen. Sabor je u tom predmetu poslao caru pismo koje je ostalo bez uspjeha.
Tako se nenadano svršilo 40-godišnje vojničko djelovanje grofa Jelačića, ali kako se njegovo djelovanje nije nastavilo na bojnom polju nastavilo se na drugim poljima, osobito gospodarskom, na kojemu se pokazao kao pravi racionalni naprednjak. Nastanio se u svome dvoru Novi Dvori, počeo ga lijepo uređivati, pa je došao u doticaj s hrvatsko-slavonskim gospodarskim društvom, u kojemu je prednjačio i primjerom i savjetom. Zato ga je društvo god. 1873. izabralo svojim predsjednikom.

## Privatni život
Grof Đuro Jelačić je 19. listopada 1845. oženio Herminu groficu Christalnigg (rođ. 5. svibnja 1823.), imao je iz tog braka petero djece, dva sina i tri kćeri: Juricu (rođ. 10. svibnja 1847), Marka (rođ. 7. veljače 1854.), Jelu (rođ. 27. kolovoza 1852., Veru (rođ. 8. prosinca 1856.) i Anu (rođ. 18. lipnja 1859.). Nažalost oba sina su mu umrla, mlađi Marko umire 29. studenog 1882. u Zagrebu, a Jurica u Novim Dvorima 1. veljače kao konjanički časnik. Tako je ostao Đuro Jelačić posljednji muški potomak stare plemićke obitelji Jelačića.